# Arturo Serrano (militar)
Arturo Serrano (Zacatelco, Tlaxcala, ¿? - San Cosme Xaloztoc, Tlaxcala, ¿?) fue un militar mexicano quién participó en la Revolución mexicana. Desde 1910 se encontraba adherido al Partido Nacional Antirreeleccionista (PNA). Formó parte del organismo de huelgas de peones en las haciendas de Tlaxcala realizadas en 1912. El 4 de junio de 1913 fue acusado de bandido derivado de los atracos a Panzacola.